# Hansenia nigra
Hansenia nigra är en insektsart som först beskrevs av Lucien Lethierry 1881. 
Hansenia nigra ingår i släktet Hansenia och familjen Flatidae. Inga underarter finns listade i Catalogue of Life.